# Orosz István (grafikus)
Orosz István (Kecskemét, 1951. október 24. –) a Nemzet Művésze címmel kitüntetett, Kossuth-díjas grafikusművész, animációsfilm-rendező, író, egyetemi tanár, professor emeritus. Apja Orosz László irodalomtörténész. Felesége Keresztes Dóra grafikusművész, animációsfilm-rendező.

## Életrajz

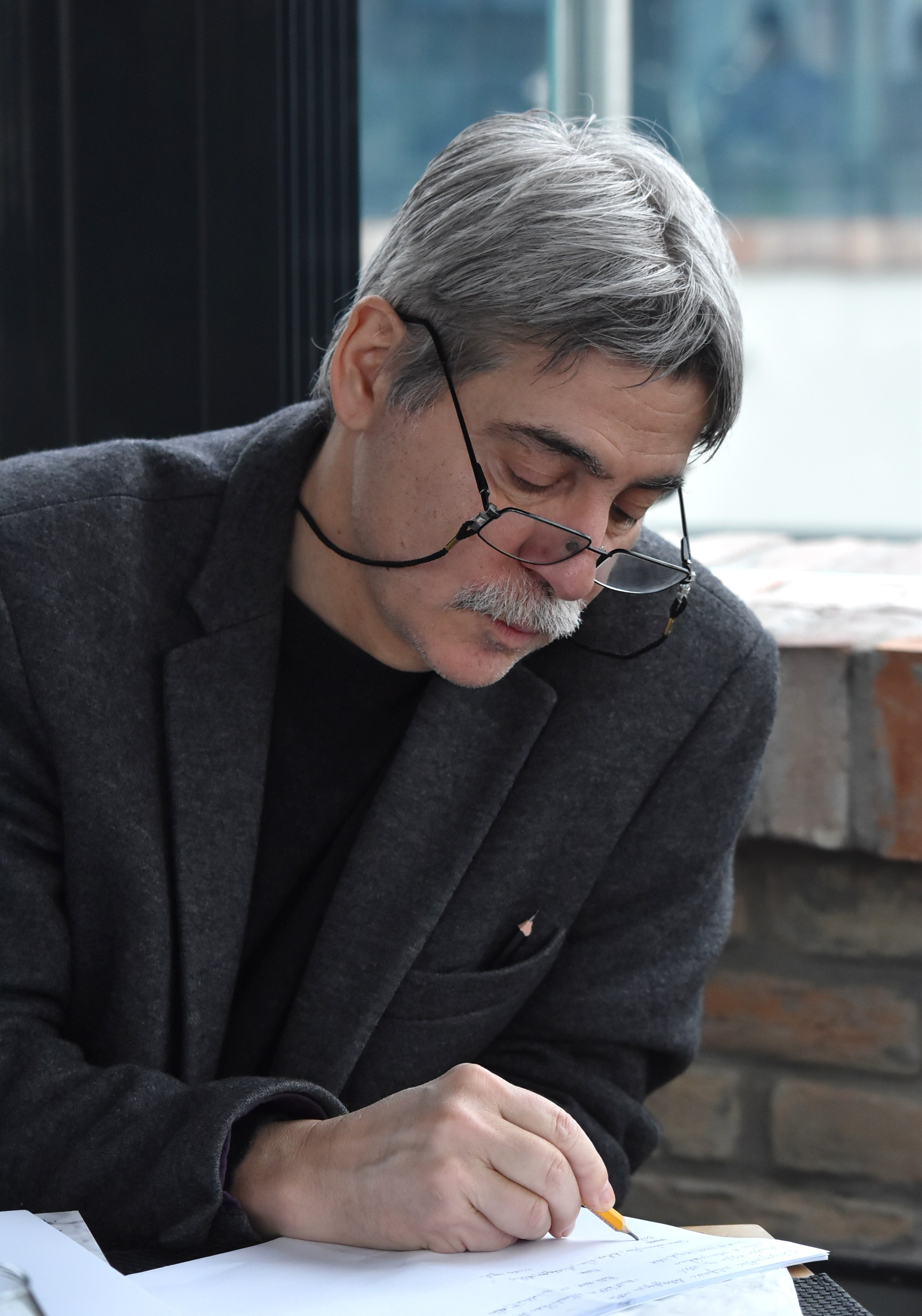
Tóth Csilla Ilona felvétele

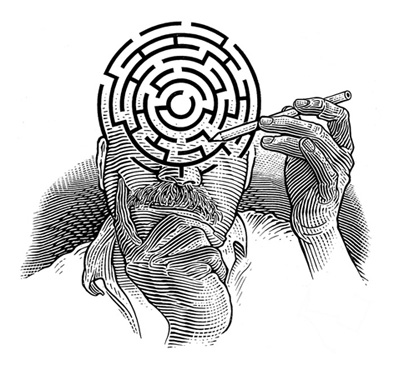
Önarckép

A Magyar Iparművészeti Főiskola grafika szakán szerzett diplomát 1975-ben. A hetvenes évek második felében díszleteket tervezett, majd animációs filmeket kezdett készíteni a Pannónia Filmstúdióban, illetve a Kecskemétfilm műtermeiben.
Önálló grafikai lapjait, gyakran archaizáló formai elemek, művészettörténeti utalások, stílusidézetek, illetve játékos önreflexiók rokonítják a posztmodern irányzatokkal. Az olykor anakronisztikus hatású, régi korokat idéző látványvilág egyfajta szándékolt kívülállásra, az időben történő emigrációra is utal. Sok munkáján jelennek meg természettudományos, főképp a geometria és az optika köréből választott témák. Szívesen kísérletezik a téri illúziókeltés megjelenítésére kifejlesztett perspektivikus ábrázolás túlzásaival, valamint az anamorfózis technikájának megújításával, melynek során úgy torzít el képeket, hogy csak bizonyos nézőpontokból, illetve tükröződő felületek közbeiktatása révén kapjon értelmet a kép. A kettős jelentésű munkák, optikai illúziók, geometriai paradoxonok és anamorfózisok elméletével, történetével és filozófiájával is foglalkozik, több publikációja is megjelent ebben a témában. Autonóm művészeti tevékenysége mellett alkalmazott grafikával pályája kezdete óta foglalkozik. Munkáival rendszeresen részt vesz nemzetközi képzőművészeti tárlatokon, grafikai biennálékon, filmfesztiválokon és elméleti szimpóziumokon.
Tagjai közé választotta az Alliance Graphique Internationale, a Széchenyi Irodalmi és Művészeti Akadémia, valamint a Magyar Művészeti Akadémia.
2002-ben az Iparművészeti Egyetemen habilitált mesteri diplomát kapott. 2004 és 2014 közt a Nyugat-magyarországi Egyetem Alkalmazott Művészeti Intézetének tanára volt, nevéhez fűződik a Tervezőgrafikai Tanszék megalapítása.
Szépirodalommal is foglalkozik, több verses-, novellás- és esszékötet mellett Sakkparti a szigeten, illetve Páternoszter (regény) címmel regényei is megjelentek.
1984 óta használja az Odüsszeiából kölcsönzött Utisz (ógörögül „οὔτις”, vagy „OYTIΣ” ) művésznevet is, amelyet előtte ugyancsak álnévként Odüsszeusz használt a küklopsz elleni affér alkalmából, mely köztudottan a szörny szemevilágába került. A jelképes, ironikus név értelmében Orosz művészete egyfajta támadás a szem ellen.
Az ő alkotása a nemzetközi hírűvé vált Tovariscsi, konyec c. rendszerváltó plakát.

## Idézetek
Vannak dolgok, amiket el tudok képzelni és le tudok rajzolni. Vannak, amiket el tudok képzelni, de nem tudok lerajzolni. Vajon le tudok-e rajzolni valami olyat, amit nem tudok elképzelni? Ez az, ami igazán érdekel.
Valaki él a képzeletemben, /
elképzelem, milyennek képzel engem, /
azt hiszi, hogy az egyik életemben /
én voltam ő, és verset írt helyettem.
Ha plakátot kell tervezned, próbáld meg egy mondatba összefoglalni az elképzelésedet. Kezdd el aztán egyszerűsíteni a mondatot, hagyd el a fölösleges frázisokat, részleteket, hogy csak a legszükségesebb elemek maradjanak. Ha már egyetlen betűre sem lesz szükséged, akkor vagy kész a plakáttal.
Amikor az itt bemutatott munkákat készítettem, azt reméltem, hogy mindenki megérti majd a szándékomat, egy európai rajzoló szándékát a századfordulón, aki azért nem mond igazat, mert azt szeretné, hogy rajtakapják.
Néha úgy hiszem, hogy a józan ész által eleve elfogadhatatlannak ítélt paradoxonok alkalmasak arra, hogy segítségükkel több dolgot sejtsünk meg a világból, mint amennyit a hagyományos logika mentén felfoghatunk. Fogadjuk kétkedve a látszólag nyilvánvaló állításokat, és higgyünk benne, hogy a világnak van egy másik, egy rejtett olvasata is, amelyet ugyan körülményesebb meglelnünk, de olykor már a keresés is izgalmakkal biztat.
Miközben saját munkáim és az idő összefüggéseit kerestem, nekem is szembesülnöm kellett az augustinusi dilemmával: mi az idő? Ha nem kérdezik, pontosan tudom, hogy micsoda, de ha el kell mondanom, képtelen lennék rá. Képzőművész vagyok, tehát ha szóban nem megy, megpróbálhatom lerajzolni. A mellékelt lapokon különböző címek alatt összegyűjtött munkáim mindegyikén – bevallom többnyire öntudatlanul – az idővel kapcsolatos képzeteim rajzi megjelenítését gyűjtöttem össze. Együtt látva őket, számomra is csak így, egymásutániságuk metafizikus aurájában vált nyilvánvalóvá az idő, a láthatóvá tett idő meghatározó szerepe. Az is lehet azonban, hogy csak jobb híján hívom időnek. Azok, akik rádöbbennek, hogy Hérakleitosz folyójába nézve már nem a saját tükörképük arcába tekintenek, talán melankóliának fogják nevezni, vagy a geometria enigmatikus szomorúságának, a szimmetriák fenséges társtalanságának, a tükörképekben lakozó örök kétségnek, vagy észreveszik a perspektívák reménytelen, plátói kapcsolatát a végtelennel.
Az anamorfózis szemlélője nem a recehártyán megjelenő látványra, inkább a mű és önmaga közötti összefüggésekre figyel. Arra kell koncentrálnia, hogy a műalkotás által teremtett, vagy pontosabban a műből szétágazó látósugarak által kijelölt térben hol helyezkedik el, és mozdulatai a kép jelentésének miféle módosulásához vezetnek. Miközben ezt teszi a fizikai térben, önkéntelenül is megfigyeli saját magán a befogadás, ha tetszik a "műélvezet" lelki mechanizmusát is az anamorfózis gerjesztette spirituális térben. Önállóbbnak, de kiszolgáltatottabbnak is érezheti magát az, aki kapcsolatba kerül az anamorfózisokkal. Ráébred a helycserére: nem ő van már a világ közepére állítva. Érzi a kép megteremtésének csodáját egyfelől, de azt is, hogy magára marad ezzel a valóságban nem is létező, csak az ő tudatában megjelenő illúzióval.
Ha majd egy megnyitón /
egyszer összefutunk, /
vagy intesz a metrón, /
ha együtt utazunk, /
vigyázz, nem az leszek, /
akit hiszel, csupán /
emlékeztetek rá /
némileg, de ha már /
itt tartunk, te is csak /
hasonlítasz arra, /
ki rajzokat nézni /
jár e weboldalra.

## Legfontosabb önálló kiállításai

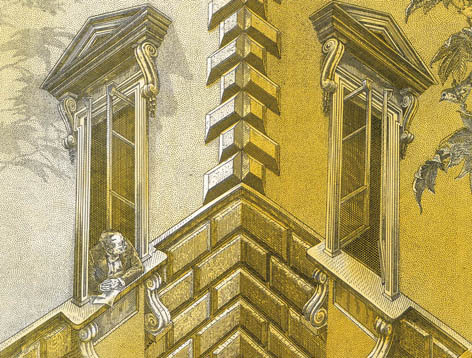
Orosz István: Sarokház az Andrássy út és a Népköztársaság útja keresztezésében (1989)

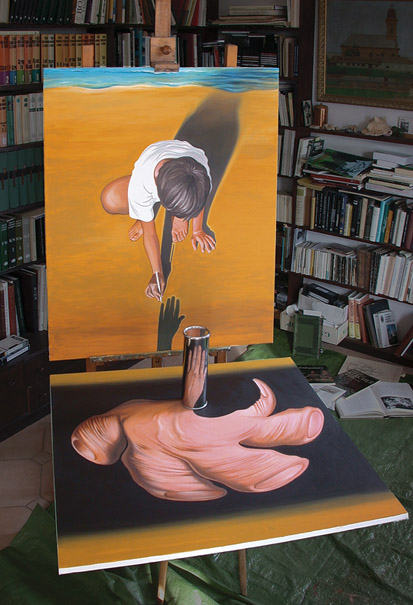
Orosz István: Árnyékrajzoló (tükörhengeres anamorfózis)

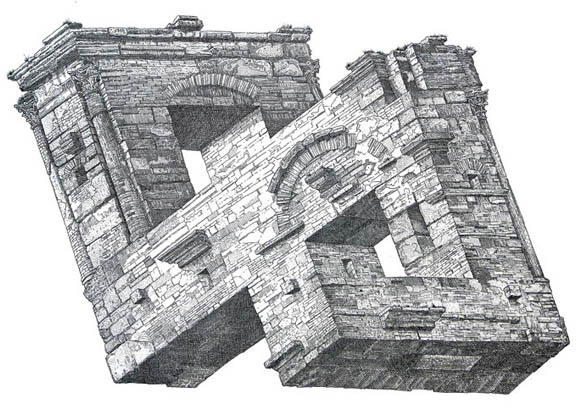
Orosz István: Fal (heliogravure)

- 1997: Theszaloníki, Aristotelian University
- 1998: Koppenhaga, Mosting Hus
- 1998: Bethlehem, (USA) Payne Gallery
- 2000: Silkeborg, Kunst Center
- 2000: Istanbul, Bilgi Üniversitesi
- 2001: Sopron, Festőterem
- 2002: Bratislava, Slovenska Narodná Galeria
- 2002: Princeton, Marsha Child Contemporary
- 2004: Torun, Galeria Sztuki Wozownia
- 2004: Hága, Escher in Het Paleis[4]
- 2006: Budapest, Ernst Múzeum[5]
- 2007-2008: Essen, Grillo Theater[6]
- 2008: Jorwert, "Redbad" templom[7]
- 2009: Melbourne, Glen Eira City Council Gallery
- 2009: Pécs, Dóm Múzeum
- 2009-2010: Ljubljana, Galerija Avla
- 2010: Székesfehérvár, Szent István Király Múzeum
- 2010: Budapest, Koller Galéria
- 2011: Kecskemét, Cifrapalota
- 2012: Győr, Esterházy-palota
- 2013: Brescia, Galleria dell'Incisione
- 2013-2014: Ankara, Güler Sanat Gallery
- 2015: Jyväskylä, Galleria Ratamo
- 2015: Oradea/Nagyvárad, Püspöki palota – Körösvidéki Múzeum (Keresztes Dórával)
- 2015: Guadalajara, Ex Convento del Carmen
- 2016: Szófia, Nemzeti Galéria
- 2017: Badacsony, Egry József Múzeum
- 2018: Tihany, Kogart Galéria
- 2018: Szentpétervár, Novij Muzej
- 2018: Ankara, Güler Sanat Gallery
- 2019: Nyizsnyij Novgorod, "Arzenal"
- 2019: Kazany, "Szmena" Modern Kulturális Központ
- 2019: Tyumen, "Szlovcova"
- 2021: Kecskemét, Bozsó Gyűjtemény
- 2022: Nur-Sultan, Kazakhstan’s National Museum
- 2023: Budapest, Magyar Tudományos Akadémia
- 2024: Bukarest, Liszt Intézet, Nemzeti Színház Rotonda terem
- 2025: Balatonfüred, Vaszary Galéria

## Legfontosabb animációs filmjei
- Csönd 1977. Pannónia Film, 5 perc
- A sótartó felé 1978. Pannónia Film, 5,5 perc
- Álomfejtő 1980. Pannónia Film, 7 perc
- Ah Amerika! 1984. Pannónia Film – Magyar Televízió, 30 perc
- Vigyázat, lépcső! 1989. Pannónia Film, 6 perc
- A kert 1989. Pannónia Film, 6,5 perc
- Sírj! 1995. Pannónia Film, 3 perc
- Fekete lyuk – fehér lyuk, 2001. Pannónia Film, 4 perc
- Arcok (társrendező Keresztes Dóra) 2001. Pannónia Film, 4 perc
- Az idő látképei, 2004. Pannónia Film, 10 perc
- Útvesztők, MaRa, 2008. 8 perc
- Sakk!, 2010. Kecskemétfilm, 8 perc
- A rajzoló, 2014. Kecskemétfilm, 6 perc
- Albrecht Dürer rinocérosza, 2017 (társrendező: Horkay István), Kecskemétfilm, 28 perc
- A dublőr, 2022. Dokument Art, 25 perc

## Legfontosabb díjai
- Award of the International Film Club Associations at the International Film Festival (Oberhausen, 1986)
- Gold Medal at the Biennial of Graphic Design (Brno, 1990)
- Balázs Béla-díj (Budapest, 1991)
- First Prize at the International Poster Biennial (Lahti, 1991)
- A „Mediawave” Nemzetközi Film-és Videoművészeti Fesztivál fődíja, (Győr, 1991)
- Munkácsy Mihály-díj (Budapest, 1993)
- ICOGRADA-díj a Chaumont-i Nemzetközi Plakát Fesztiválon (Chaumont, 1994)
- Creative Distinction Award of European Design Annual (Dublin, 2000)
- Gold medal at the 43rd Annual Exhibition of Society of Illustrators, (New York, 2001)
- A Képzőművészeti Filmszemle fődíjai (Szolnok, 2002, 2004)
- Életműdíj a II. Aranyrajzszög kiállításon (Budapest, 2003)
- Érdemes művész, (Budapest, 2005)
- A Kecskeméti Animációs Filmfesztivál nagydíja (Kecskemét, 2005)
- Plakat Kunst Hof Ruettenscheid Prize, (Essen, 2007)
- A Varsói Plakátbiennálé bronzérme (Varsó, 2010)
- Kossuth-díj (2011)
- Rékassy-díj (2011)
- Koller-díj (2012)
- Prima díj (2013)
- Second Prize of 20th International Invitational Poster Exhibition (Fort Collins, Colorado State University, 2017)
- A Nemzet Művésze (2018)
- Alexandre Trauner ART/Film Fesztivál életműdíj (2021)
- Magyar Szabadságért díj (2024)

## Főbb művei

### Kötetek
- Dániel Ferenc–Orosz István: Ah Amerika! Dokumentumok a kivándorlásról, 1896–1914; Gondolat, Bp., 1988[8]
- OYTIΣ. Grafikák, plakátok, filmek; szöveg Gyárfás Péter et al., angolra ford. Carl Whitehouse, fotó Haris László; Balassi, Bp., 1994
- Plagáty / Posters / Plakátok; Rabbit & Solution Studio, Bratislava, 2002
- Útvesztők, 1-2.; Vincze Műhely, Szentendre, 2003–2004
  - 1. Harminc vers; 2003
  - 2. Három filmnovella és egy negyedik / Ezredforduló / Gurges mirabilis / Rec/Play / A legutolsó állomás; 2004
- Deep down; szerk. Bencsik Barnabás, szöveg Török András, Micky Piller, Wim van Krimpen; Utisz Grafikai Stúdió, Budakeszi, 2004 + DVD (a hágai Escher in Het Paleis-ban, 2004. szept. 24-től 2005. jan. 9-ig rendezett kiállítás katalógusa; angol és holland nyelven)
- Krzysztof Ducki: Plakátok; szöveg Orosz István, Grzegorz Lubczyk; Dart Bt., Bp., 2006
- Felhők Poloniusnak / Clouds for Polonius; kiállításszerv. Uhl Gabriella, szerk. Keresztes Dóra; Ernst Múzeum, Bp., 2006
- Körzővel rajzolt víz; L'Harmattan, Bp., 2008
- A lerajzolt idő / The Drawn Time; Tiara, Bp., 2008
- Krzysztof Ducki–Orosz István–Pócs Péter: Ungarsk karma / Magyar karma / Hungarian karma; Poster'V. Design Studio, Bp., 2009
- A követ és a fáraó; Typotex, Bp., 2011 (Képfilozófiák) ISBN 9789632794433
- Válogatott sejtések (A tojás volt előbb); Typotex, Bp., 2013 (Képfilozófiák) ISSN 1787-3444; ISBN 978-963-2797-92-2
- Sakkparti a szigeten; Borda Antikvárium, Zebegény, 2015 + DVD ISBN 9789638006554
- Sahmati na osztrove (Sakkparti a szigeten); oroszra ford. Vjacseszlav Szereda; Tri kvadrata, Moszkva, 2016
- Az idő látképei / Time Sights; Utisz Grafikai Stúdió, Budakeszi, 2016
- Szent Rinocérosz gyermekei; Typotex, Bp., 2017 (Képfilozófiák)
- Pótszarv; Typotex, Bp., 2020 (Typotex Világirodalom)
- Örömajkon örömének... Képes történelmi fejtágító (1945–1990); Méry Ratio, Somorja, 2020
- Páternoszter; Helikon, Bp., 2021
- Levelek a nagykövettől; Typotex, Bp., 2021
- Mekkora kép!; Typotex, Bp., 2021
- Könyv a tükörben (avagy a megevett tengerészek); Balassi, Bp., 2021
- Apakönyv; Katona József Könyvtár, Kecskemét, 2023
- : Color Book, Utisz, 2023
- : Black Book, Utisz, 2023
- A hasonmás. A Rév Júlia-dosszié;[9] Helikon, Bp., 2024
- Az idő klaviatúrája, Orosz István színe és visszája; Balatonfüred, 2025
- Távlattani leckék (régi versek és új versek), L'Harmattan Kiadó, 2025

### Tanulmányok
- Orosz István: The Age of Posters. Bevezető az Art as Activist c. kiállítás katalógusához. Sites-Universe Publishing, Washington / Thames and Hudson, London, 1992
- Orosz István: Atlantisz anamorfózisok, Santo Stefano Rotondo parafrázisok, Új Atlantisz felé. A 7. Velencei Nemzetközi Építészeti Biennálé katalógusában
- Orosz István: Artistic Expression of Mirror, Reflection and Perspective Symmetry 2000. Portland Press, London, 2002
- István Orosz exhibition book. commarts.com. [2007. március 11-i dátummal az eredetiből archiválva]. (Hozzáférés: 2017. június 28.)
- Vladislav Rostoka: István Orosz / Posters. Rabbit&Solution, Bratislava, 2002
- Al Seckel: Masters of Deception, Sterling Publishing Co. New York, 2004
- Orosz István: Titkos Tudás? Új Művészet. 2004. február[halott link]
- Orosz István: A követek titka, Új Művészet. 2005. július
- Orosz István: Enyészpontok térben és időben, Új Művészet, 2005. október[halott link]
- Orosz István: "Nothing but Confusion", Holmi, 2007. március
- Orosz István: Egy ausztrál kertben, Holmi, 2009. július
- Orosz István: Levelek a nagykövetnek, Holmi, 2010. május
- Orosz István: How to Pull "The Raven" out of the Hat? The Hungarian Quarterly, Autumn 2007
- István Orosz. Vision of Design c. könyvsorozat, Index Book, Barcelona, 2007
- Orosz István: Könyv a tükörben, avagy a megevett tengerészek

## Kritikák
- Fűrész, András: Malabarismo mental (Sleight of Mind) tipoGráfica (Argentína) No.19. 1993
- Fukuda, Shigeo: István Orosz's Visual Tricks, Idea (Japan) No.239. 1993. July
- Haiman György – Stevens, Carol: Smiting the Eye , Print (USA) 1994. Jan.-Feb.
- Soltek, Stefan: István Orosz – From the Sign to the Signal, Novum (Germany) 1997. Jun.
- Schattschneider, Doris: Istvan Orosz, In the catalogue of the Orosz Exhibition, Payne Gallery, Bethlehem, PA, USA, 1998
- Huerta, David: Istvan Orosz. Un viento de radicalismo, Lúdica (Mexico) 1998, Julio
- M Tóth Éva: Orosz István anamorfikus utazása, Élet és Irodalom, 2001. április 20.
- Dobozi Eszter: A szem örömei, a szem csapdái. Forrás, 2002
- Bordács Andrea: Árnyékvilágunk tükrében. Orosz István művészetéről, Élet és Irodalom. 2002. április 26.
- Christopher Comentale: István Orosz graphiste graveur hongrois. Art at Métiers, 2005. dec.
- Sárosdy Judit: Posztmodern felhőrajzoló, Új Művészet, 2006. november
- Sárosdy Judit: Vigyázat, látványzsonglőr! Filmkultúra, 2004
- Micky Piller: István Orosz and the Illusion of the Visual Enigma. Neshan Magazine, Spring 2007
- Rózsa Gyula: Több mint manierizmus, Népszabadság, 2010. május 19.
- Fenyvesi Kristóf: Lessons on Semblances, Hyperion, 2010. november.[halott link]
- : Kiszámított költemények, Orosz István: Körzővel rajzolt víz, Hitel, 2019, december
- : Szakonyi Károly: Csodálatos örvénylés, kultúra.hu
- : Nagy Gábor: Lehetséges történelem, Hitel, 2022. július